# Chippewa de Sault Sainte Marie
Chippewa de Sault Sainte Marie es el nombre que recibe la mayor parte del pueblo chippewa que vive en el estado de Míchigan. Tradicionalmente han vivido en condiciones miserables hasta que en 1972 enviaron una delegación a Washington para lograr el reconocimiento federal. Compraron tierras y en 1975 aprobaron una constitución propia (para entonces representaba una comunidad de cerca de 30.000 personas), en 1984 formaron la Reserva india de Grand Traverse con los ottawa, siendo reconocida por el gobierno federal el 21 de septiembre de 1994.
Actualmente gran parte de la población vive en la zona septentrional de la península del lago Míchigan y bastantes de ellos trabajan en los seis casinos de Kewadin y Greektown, próximos a Detroit.